# Majornas bibliotek

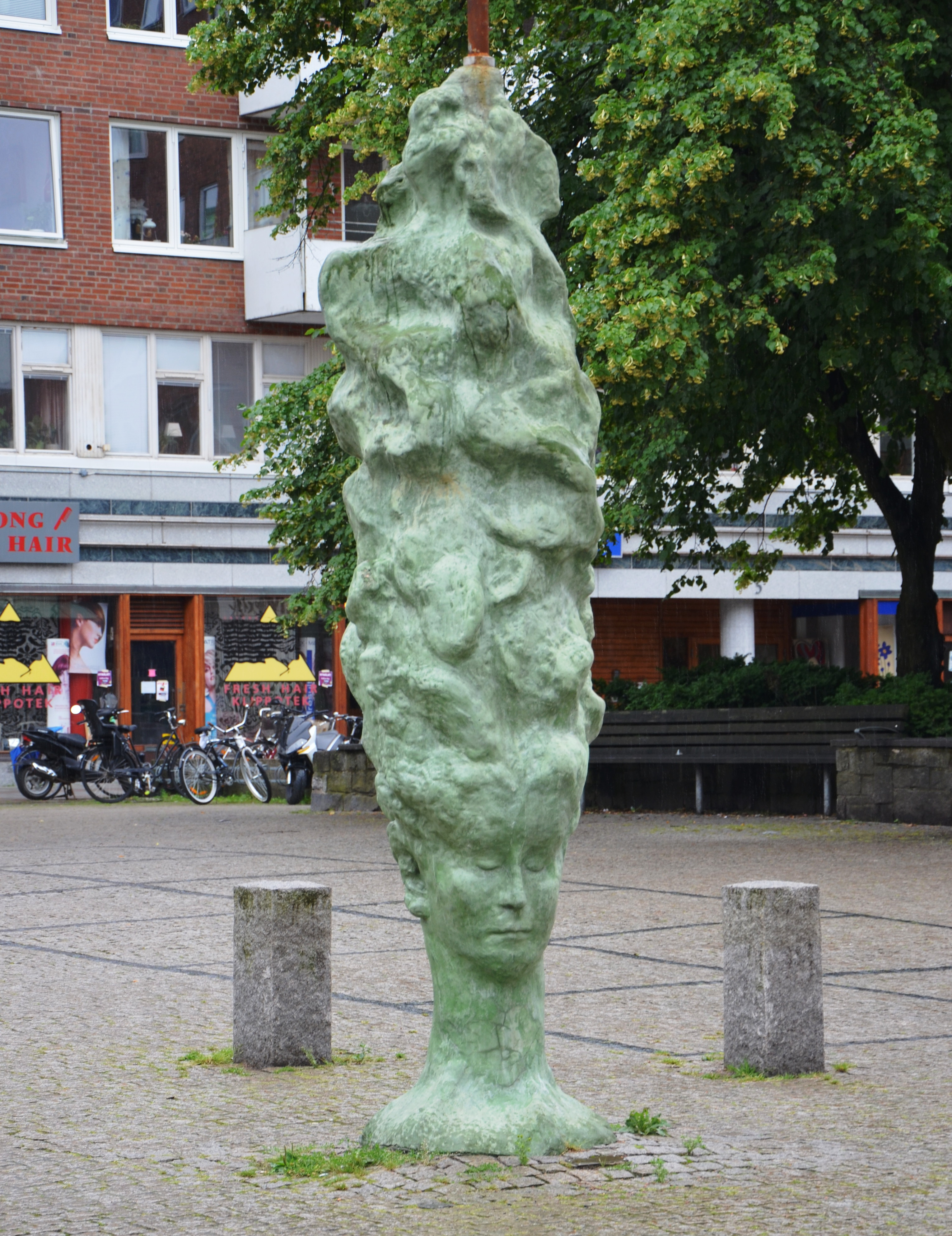
I bakgrunden, vid den vita pelaren till vänster om trädstammen, ligger Majornas biblioteks huvudingång.

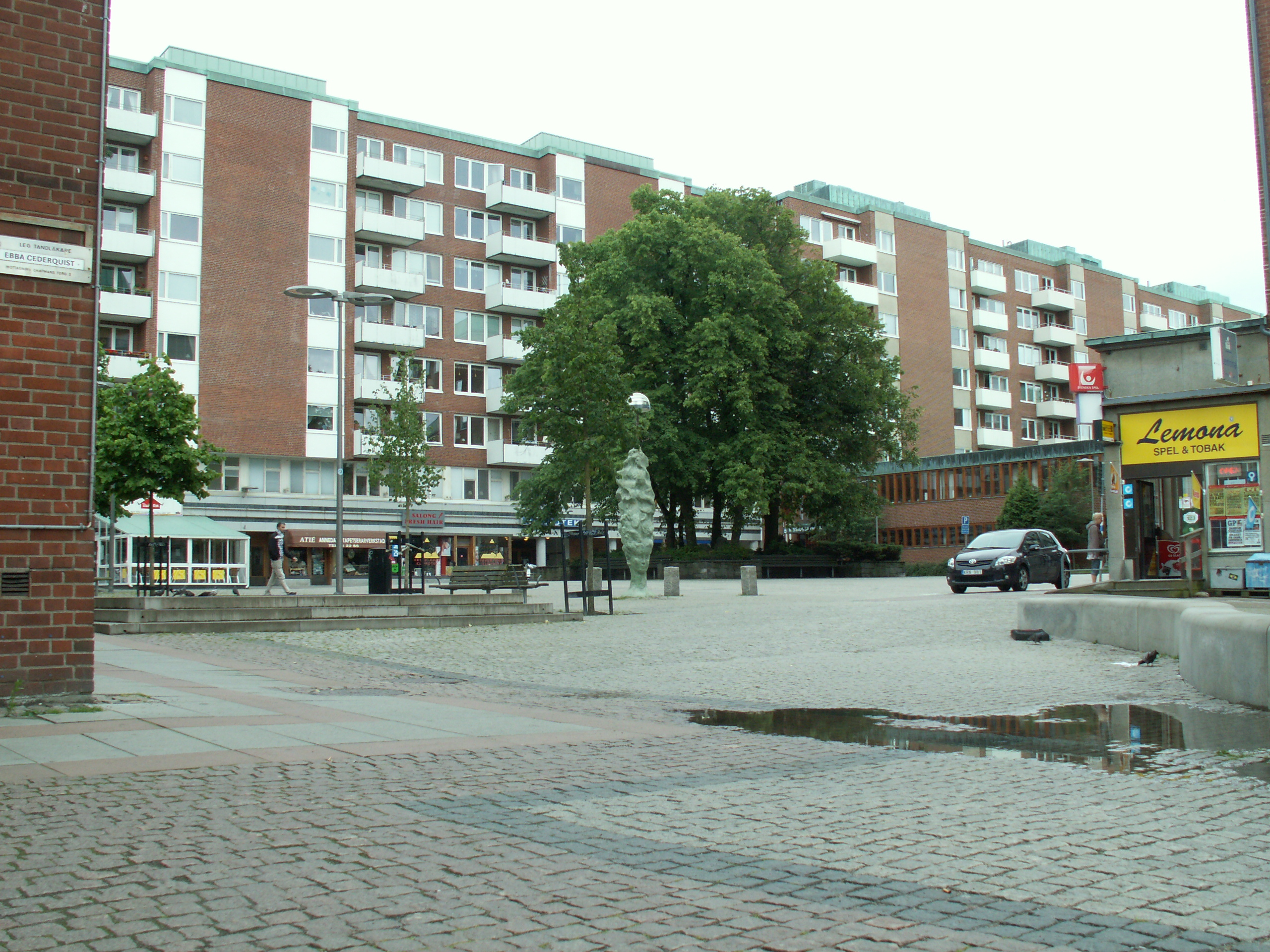
Chapmans torg, 2012. Bibliotekets huvudingång ligger i bortre hörnet av torget utifrån bilden, bakom träden.

Majornas bibliotek är ett folkbibliotek i Göteborg som inledde sin verksamhet 1902. Det är därmed ett av Göteborgs äldsta bibliotek. Det tillhör Göteborgs stadsdelsbibliotek, tillsammans med 26 andra bibliotek i olika stadsdelar inklusive Stadsbiblioteket. Biblioteket ligger vid Chapmans torg i stadsdelen Majorna i stadsdelsnämndsområdet Majorna-Linné.

## Historia
Vid starten 1902 låg biblioteket i den nu rivna Sjögrenska gården på Stigbergstorget 2. År 1925 flyttade biblioteket till Bryggeri Kronans hus på Karl Johansgatan 25.
I juli 1962 inledde biblioteket sin verksamhet i de nuvarande lokalerna, från början tänkta att användas som en biograf, vid Chapmans torg. Arkitekter var Rune Lund och Alf Valentin.